# Municipio Todos Santos
Das Municipio Todos Santos ist ein Verwaltungsbezirk im Departamento Oruro im südamerikanischen Anden-Staat Bolivien.

## Lage im Nahraum
Das Municipio Todos Santos ist das südwestliche der drei Municipios der Provinz Puerto de Mejillones. Es grenzt im Osten und Norden an das Municipio La Rivera, im Westen an die Provinz Sabaya und im Süden an die Republik Chile.
Das Municipio umfasst insgesamt nur siebzehn Ortschaften, der zentrale Ort ist Todos Santos im zentralen östlichen Teil des Municipios mit 219 Einwohnern.

## Geographie
Das Klima in der Region ist semiarid, der Jahresniederschlag liegt bei nur 200 mm (siehe Klimadiagramm Sabaya). Von April bis November herrscht Trockenzeit mit Monatswerten von weniger als 10 mm Niederschlag, die Feuchtezeit im Sommer ist kurz und der Regen wenig ergiebig. Die Jahresdurchschnittstemperatur liegt bei knapp 7 °C ohne wesentliche Schwankungen im Jahresverlauf, aber mit starken Tagesschwankungen der Temperatur und häufigem Frostwechsel.
Die Vegetation in der Region entspricht der semiariden Puna. Sie ist baumlos und setzt sich vor allem aus Dornsträuchern, Gräsern, Sukkulenten und Polsterpflanzen zusammen. Sie wird wirtschaftlich als Lama-, Alpaka- und Schafweide genutzt.

## Bevölkerung
Die Einwohnerzahl des Municipios ist zwischen 1992 und 2024 auf das Dreifache angestiegen:
| Jahr | Einwohner | Quelle       |
| ---- | --------- | ------------ |
| 1992 | 366       | Volkszählung |
| 2001 | 387       | Volkszählung |
| 2012 | 727       | Volkszählung |
| 2024 | 1132      | Volkszählung |

Die Bevölkerungsdichte des Municipios bei der letzten Volkszählung von 2024 betrug 4,9 Einwohner/km², der Anteil der städtischen Bevölkerung liegt bei 0 Prozent.
Die Lebenserwartung der Neugeborenen lag im Jahr 2001 bei nur 44,6 Jahren.
Der Alphabetisierungsgrad bei den über 19-Jährigen beträgt 93 Prozent, und zwar 97 Prozent bei Männern und 90 Prozent bei Frauen (2001).

## Politik
Ergebnis der Regionalwahlen (concejales del municipio) vom 4. April 2010:
| Wahl- berechtigte |  | Wahl- beteiligung | gültige Stimmen |  | MAS-IPSP | MSM     |
| ----------------- |  | ----------------- | --------------- |  | -------- | ------- |
| ???               |  | 239               | 175             |  | 158 ?    | 17 ?    |
|                   |  | ??? %             | 73,2 %          |  | 90,3 % ? | 9,7 % ? |

Die Angaben in der oben genannten Statistik sind im Fall Todos Santos lückenhaft bzw. unklar.
Ergebnis der Regionalwahlen (elecciones de autoridades políticas) vom 7. März 2021:
| Wahl- berechtigte |  | Wahl- beteiligung | gültige Stimmen |  | MAS-IPSP | PP      | BST     | UN SOL PARA ORURO | MTS    |
| ----------------- |  | ----------------- | --------------- |  | -------- | ------- | ------- | ----------------- | ------ |
| 284               |  | 249               | 219             |  | 86       | 61      | 39      | 24                | 3      |
|                   |  | 87,68 %           | 87,95 %         |  | 39,27 %  | 27,85 % | 17,81 % | 10,96 %           | 1,37 % |

## Gliederung
Das Municipio hat eine Größe von 229 km² und ist, im Gegensatz zu den meisten Municipios Boliviens, wegen seiner geringen Größe nicht weiter in Kantone (cantones) unterteilt. Die einzige nennenswerte Ortschaft im Municipio ist der Hauptort Todos Santos.